# Christian Alexander Oedtl
Christian Alexander Oedtl (1655 Paznaun, Tyrolsko – 6. ledna 1731 Vídeň) byl rakouský barokní architekt a stavitel. Byl činný převážně v Dolních Rakousích a na Moravě.

## Život
Oedtl působil ve Vídni jako stavitel pro císařský dvůr. V roce 1699 se zapojil do návrhu vídeňského paláce Questenberg-Kaunitzů. Počátkem 18. století byl jedním z největších vídeňských stavitelů a realizoval projekty architektů Johanna Bernharda Fischera z Erlachu a Johanna Lucase von Hildebrandt. Později Oedtl začal vytvářet i vlastní návrhy.
Na přání knížete Ditrichštejna vytvořil návrh přestavby mikulovského zámku, roku 1719 poničeného požárem. Posléze vybudoval nové třípodlažní jižní a západní křídlo zámku. Podle projektu Matthiase Steinla postavil Oedtl vídeňský Alserkirche. Vedl též stavbu farního kostela v Laxenburgu, podle návrhu Johanna Wiesera. Podle posledních poznatků je Oedtl považován za architekta vídeňského paláce Windisch-Graetzů, vybudovaného roku 1703.
Podle Oedtlových návrhů proběhla mezi lety 1750 až 1760 přestavba zámku Prštice. Spolu s Jakobem Prandtauerem vytvořil Oedtl plány pro Prandtauer-Hof ve Vídni.
Oedtl zanechal katalog svých realizací z let 1683 až 1726, které jsou situovány převážně v Dolních Rakousích.

## Dílo
- od 1692: palác Harrachů ve Vídni[2]
- (připsáno) 1702–1703: palác Windisch-Graetzů ve Vídni
- od 1712: palác Trautsonů v Neubau, podle plánů Johanna Bernharda Fischera z Erlachu
- 1713–1720: přestavba zámku Marchegg
- od 1714: zámek v Líšni
- 1717–1719: Geheime Hofkanzlei ve Vídni, podle plánů Johanna Lukase von Hildebrandt[3]
- 1718: palác Batthyány ve Vídni[4]
- 1719–1730: přestavba zámku Mikulov
- od 1721: kostel Navštívení Panny Marie v Lechovicích
- 1722–1724: přestavba zámku Eckartsau a vybudování zámecké kaple